# NGC 172
NGC 172는 고래자리에 위치한 약 1억 3,600만 광년 거리에 있는 막대나선은하이다. 1886년 미국 천문학자 Frank Muller에 의해 발견되었다.

## 같이 보기
- NGC 1 ~ 999 목록